# Víra (Hvězdná brána: Hluboký vesmír)
Víra (v anglickém originále Faith) je třináctá epizoda 1. řady americko-kanadského sci-fi seriálu Hvězdná brána: Hluboký vesmír.

## Děj
Destiny najednou vystoupí z FTL v hvězdném systému. Loď však nemá v databázi o existenci systému a obyvatelné planetě žádné zmínky od předsunutých lodí, tzv. „seedships“. Posádka později zjistí, že systém je starý 200 milionů let, tudíž příliš starý, než aby vznikl až po průletu předsunutých lodí. Dr. Rush se domnívá, že loď vystoupila z FTL, protože gravitace blízké hvězdy jí z FTL vyhodila. Aby se opravil průběh cesty, provedla loď parabolický manévr, který bude trvat měsíc. Do té doby tým využívá příležitost prozkoumat planetu v dosahu raketoplánu. Tým zde najde čerstvé ovoce, vodu a rostliny s léčivými vlastnostmi. Také, během průletu v raketoplánu, Scott uvidí umělý obelisk nejméně 2000 metrů vysoký.
Zatímco Destiny bude v příštích několika týdnech mimo rozsah raketoplánu, Dr. Rush využívá čas na prozkoumání dalších systémů lodi. Adam Brody a Dr. Lisa Parková opraví druhý raketoplán, ve kterém zemřel senátor Alan Armstrong, když se obětoval pro záchranu posádky. Eli a Wrayová mluví o možnosti, že systém by mohl být vybudován možná nejvyspělejší rasou ve vesmíru. Na planetě TJ řekne Chloe, že čeká dítě s plukovníkem Youngem.
Během posledních dnů na planetě vidí výsadek, jak obelisk odesílá paprsek světla na noční oblohu. Ve chvíli, kdy je Destiny opět v dosahu raketoplánu, se Young dozví, že někteří členové posádky chtějí zůstat na planetě, včetně Roberta Caina, který se domnívá, že vyšší moc je odpovědná za vytvoření planety jako „záchranného lana“ pro expedici, stejně jako věří, že jim pomůže se vrátit na Zemi.
Young přistává na planetě s částečně opraveným raketoplánem a nabízí jej těm, kteří chtějí zůstat na planetě, pokud se všechen vojenský personál vrátí na Destiny, jinak se budou muset vrátit všichni. Několik dalších civilistů také zůstane na planetě. Na konec většina expedice sedí v jídelně a radují se z potravin, které přinesli z planety.